# Відкритий чемпіонат Швейцарії 1920
Відкритий чемпіонат Швейцарії 1920 — 5-й відкритий чемпіонат Швейцарії з хокею, чемпіоном став «Розей» (Гштаад).

## Попередній етап
| 18 січня 1920 року |     |                       |  |
| «Шато де-Окс»      | 5:0 | «Беллерів» (Вевей) ІІ |  |
|                    |     |                       |  |

| 18 січня 1920 року     |     |           |  |
| ХК «Серветт-Женева» ІІ | 2:0 | ХК «Берн» |  |
|                        |     |           |  |

## Чвертьфінали
| 18 січня 1920 року |      |         |  |
| «Розей» (Гштаад)   | 11:0 | ХК «Ко» |  |
|                    |      |         |  |

| 18 січня 1920 року |     |               |  |
| «Беллерів» (Вевей) | 4:1 | «Шато де-Окс» |  |
|                    |     |               |  |

| 18 січня 1920 року  |     |                      |  |
| ХК «Серветт-Женева» | 6:3 | «Ла Вілья» (Лозанна) |  |
|                     |     |                      |  |

| 18 січня 1920 року |     |                        |  |
| HC Nautique-Genève | 1:0 | ХК «Серветт-Женева» ІІ |  |
|                    |     |                        |  |

## Півфінали
| 18 січня 1920 року |     |                    |  |
| «Розей» (Гштаад)   | 4:0 | «Беллерів» (Вевей) |  |
|                    |     |                    |  |

| 18 січня 1920 року  |     |                    |  |
| ХК «Серветт-Женева» | 7:2 | HC Nautique-Genève |  |
|                     |     |                    |  |

## Фінал
| 18 січня 1920 року |     |                     |  |
| «Розей» (Гштаад)   | 3:2 | ХК «Серветт-Женева» |  |
|                    |     |                     |  |